# Pohang Steelers
Pohang Steelers (hangul: 포항 스틸러스) är en fotbollsklubb i Pohang, Sydkorea. Laget spelar i den sydkoreanska högsta divisionen K League Classic och spelar sina hemmamatcher på Pohang Steel Yard.

## Historia
Klubben bildades 1973 som POSCO FC och spelade semiprofessionell fotboll fram till debutsäsongen av K League 1983. För säsongen 1984 bytte klubben namn till POSCO Dolphins och nästa säsong bytte de till POSCO Atoms. År 1986 blev de koreanska ligamästare för första gången. Under perioden efter detta fram till 1998 vann de ligan ytterligare två gånger och slutade aldrig på en sämre ligaplacering än fyra. De vann även sin första ligacuptitel 1993. Klubben bytte namn till Pohang Atoms år 1995 och de bytte återigen 1997 till namnet de har kvar än idag, Pohang Steelers.
År 1996 vann Pohang den första upplagan av den koreanska FA-cupen efter att ha besegrat Suwon Samsung Bluewings på straffar i finalen. Året därpå vann de AFC Champions League för första gången genom att besegra Cheonan Ilhwa Chunma i en helkoreansk final. År 1998 försvarade de sin Champions League-titel genom att besegra det kinesiska mästarlaget Dalian Wanda på straffar i finalen för en andra asiatisk mästartitel på två år. Ligaplaceringarna imponerade inte lika mycket som förut under början av 2000-talet och Pohang förlorade två FA-cupfinaler i följd 2001 och 2002.
Efter en andraplacering i ligan 2004 började klubben göra framsteg igen och blev koreanska ligamästare år 2007 för första gången på femton år och fjärde gången totalt. Sedan dess har Pohang vunnit ytterligare tre FA-cuptitlar säsongerna 2008, 2012 och 2013, samt ligacupen 2009. Säsongen 2009 var också första gången på ett decennium som klubben såg framgång i AFC Champions League då man vann sin tredje titel, denna gång efter att ha besegrat saudiska Al-Ittihad i finalen. Under senare år har Steelers konstant uppnått höga tabellplaceringar i ligan och vann även K League för femte gången totalt säsongen 2013.

## Klubbrekord

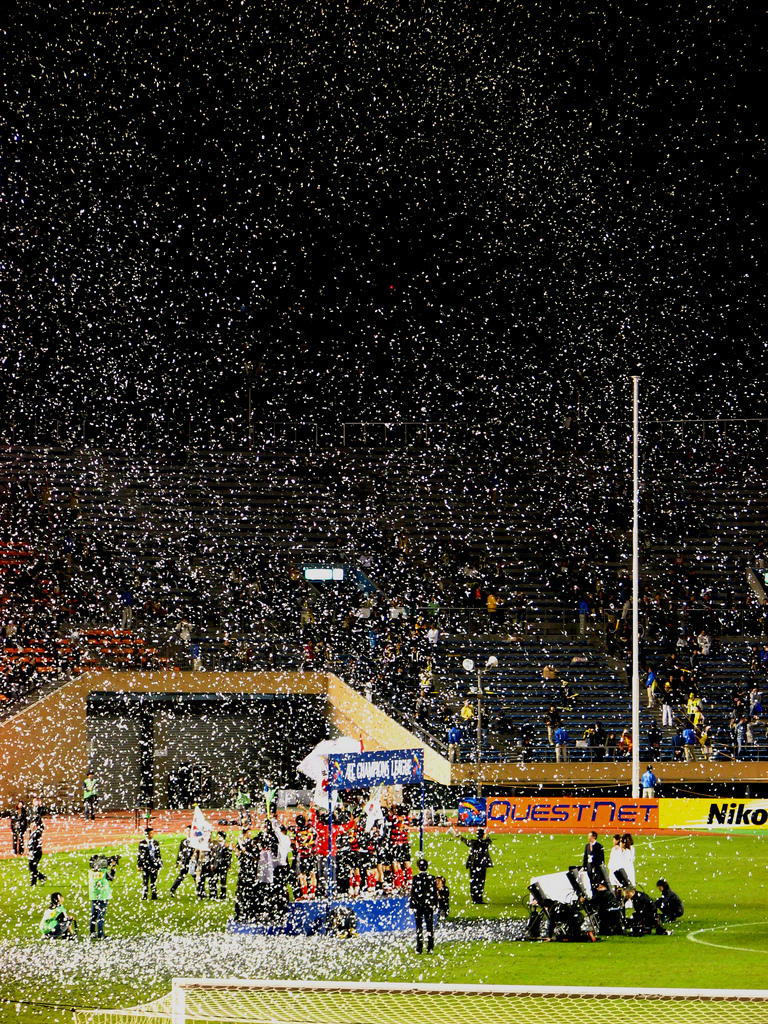
Pohang Steelers firar AFC Champions League-titeln år 2009.

### Säsonger
| Säsong | Division | Placering | Säsong | Division | Placering | Säsong | Division | Placering |
| ------ | -------- | --------- | ------ | -------- | --------- | ------ | -------- | --------- |
| 1983   | 1        | 4         | 1995   | 1        | 2         | 2007   | 1        | 1         |
| 1984   | 1        | 5         | 1996   | 1        | 3         | 2008   | 1        | 5         |
| 1985   | 1        | 2         | 1997   | 1        | 4         | 2009   | 1        | 3         |
| 1986   | 1        | 1         | 1998   | 1        | 3         | 2010   | 1        | 9         |
| 1987   | 1        | 2         | 1999   | 1        | 5         | 2011   | 1        | 3         |
| 1988   | 1        | 1         | 2000   | 1        | 9         | 2012   | 1        | 3         |
| 1989   | 1        | 4         | 2001   | 1        | 5         | 2013   | 1        | 1         |
| 1990   | 1        | 3         | 2002   | 1        | 6         | 2014   | 1        | 4         |
| 1991   | 1        | 3         | 2003   | 1        | 7         | 2015   | 1        | 3         |
| 1992   | 1        | 1         | 2004   | 1        | 2         |        |          |           |
| 1993   | 1        | 4         | 2005   | 1        | 5         |        |          |           |
| 1994   | 1        | 3         | 2006   | 1        | 3         |        |          |           |

### Meriter
- K League Classic
  - Mästare (5): 1986, 1988, 1992, 2007, 2013
  - Tvåa (4): 1985, 1987, 1995, 2004

- Koreanska FA-cupen
  - Mästare (6): 1996, 2008, 2012, 2013, 2023, 2024
  - Tvåa (3): 2001, 2002, 2007

- Koreanska ligacupen
  - Mästare (2): 1993, 2009
  - Tvåa (1): 1997

- AFC Champions League
  - Mästare (3): 1997, 1998, 2009

## Tränare
| Säsong(er) | Namn                     | Säsong(er) | Namn            | Säsong(er) | Namn           |
| ---------- | ------------------------ | ---------- | --------------- | ---------- | -------------- |
| 1983–84    | Han Hong-ki              | 1994       | Kim Soon-ki     | 2011–15    | Hwang Sun-hong |
| 1985–86    | Choi Eun-taek            | 1996–00    | Park Sung-hwa   |            |                |
| 1987–92    | Lee Hoe-taik             | 2000–04    | Choi Soon-ho    |            |                |
| 1989       | Kim Soon-ki Kim Chul-soo | 2005–09    | Sérgio Farias   |            |                |
| 1989       | Cho Yoon-ok              | 2010       | Waldemar Lemos  |            |                |
| 1993–95    | Huh Jung-moo             | 2010       | Park Chang-hyun |            |                |